# Anna Sobolak
Anna Helena Sobolak z domu Gałczyńska (ur. 2 listopada 1979 w Lublinie) – polska polityk, samorządowiec i przedsiębiorca, posłanka na Sejm X kadencji.

## Życiorys
Córka Zenona i Zofii. Z wykształcenia inżynier absolwentka Wydziału Budowy Maszyn i Lotnictwa Politechniki Rzeszowskiej. Zajęła się prowadzeniem własnej działalności gospodarczej. W 2006 została właścicielką firmy Arkus, a w 2008 objęła funkcję prezesa zarządu spółki prawa handlowego pod nazwą Kancelaria Doradztwa i Zarządzania Odpadami. Pracowała również w kilku przedsiębiorstwach, m.in. w firmie BASF. Współzałożycielka i członkini zarządu Stowarzyszenia „Biorecykling”.
Członkini Platformy Obywatelskiej. W 2014 bez powodzenia kandydowała do rady powiatu wrocławskiego (w okręgu wyborczym obejmującym gminę Czernica). Mandat radnej powiatu uzyskała w wyborach w 2018 z ramienia Koalicji Obywatelskiej (dostała wówczas 704 głosy).
W 2019 bezskutecznie ubiegała się o mandat poselski. W wyborach parlamentarnych w 2023 została wybrana do Sejmu X kadencji z okręgu wrocławskiego, startując z szóstego miejsca na liście KO i zdobywając 7675 głosów.

## Wyniki w wyborach ogólnopolskich
| Wybory | Komitet wyborczy | Komitet wyborczy     | Organ            | Okręg | Wynik        |
| ------ | ---------------- | -------------------- | ---------------- | ----- | ------------ |
| 2019   |                  | Koalicja Obywatelska | Sejm IX kadencji | nr 3  | 2611 (0,40%) |
| 2023   | Sejm X kadencji  | Koalicja Obywatelska | 7675 (0,99%)     | nr 3  |              |